# Chthonius caoduroi
Espèce
Chthonius caoduroi est une espèce de pseudoscorpions de la famille des Chthoniidae.

## Distribution
Cette espèce est endémique de Basilicate en Italie. Elle se rencontre dans la grotte Grotta Sant'Angelo à Potenza.

## Publication originale
- Callaini, 1987 : Pseudoscorpioni della grotta di Trecchina (Italia meridionale). (Notulae Chernetologicae 20). Bollettino del Museo Civico di Storia Naturale di Verona, vol. 13, p. 69-79.